# Karl Jönsson
Karl Jönsson, född 4 oktober 1895 i Vittskövle församling, Kristianstads län, död 23 april 1962 i Köpinge församling, Kristianstads län, var en svensk lantarbetare och politiker (socialdemokrat).
Jönsson var ledamot av riksdagens andra kammare från 1953, invald i Kristianstads läns valkrets.